# Feliniopsis africana
Feliniopsis africana är en fjärilsart som beskrevs av William Schaus 1893. Feliniopsis africana ingår i släktet Feliniopsis och familjen nattflyn. Inga underarter finns listade i Catalogue of Life.